# Dundonnell
Dundonnell (en Gaèlic escocès: Achadh Dà Dhòmhnaill) és un poble dins de Ross i Cromarty, Escòcia, a la riba sud del Little Loch Broom i al peu d'An Teallach, al nord de l'àrea generalment coneguda com el "Great Wilderness".
Hi ha un alberg de joventut independent i una granja. Moltes ovelles semi-salvatges viuen a l'àrea, que és el punt més interior del llac. Les Ardessie Falls aboquen les seves aigües al loch proper. La flora i fauna local inclou cormorans, gavians foscos i tords.